# I Rantzau
I Rantzau (título original en italiano, Los Rantzau) es una ópera en cuatro actos con música de Pietro Mascagni sobre libreto en italiano de Giovanni Targioni-Tozzetti, basado en la obra homónima del escritor francés Emile Erckmann, tomada de su novela (1882) Les Deux Frères (Los dos hermanos). Se estrenó en el Teatro La Pergola de Florencia, el 10 de noviembre de 1892.

## Personajes
| Personaje       | Tesitura     | Reparto del estreno 10 de noviembre de 1892 (Director: Pietro Mascagni) |
| --------------- | ------------ | ----------------------------------------------------------------------- |
| Gianni Rantzau  | barítono     | Mattia Battistini                                                       |
| Giorgio         | tenor        | Fernando De Lucia                                                       |
| Luisa           | soprano      | Hariclea Darclée                                                        |
| Giacomo Rantzau | bajo         | Luigi Broglio                                                           |
| Fiorenzo        | barítono     | Edoardo Sottolana                                                       |
| Giulia          | mezzosoprano | Stefania Collamarini                                                    |
| Lebel           | tenor        | Giovanni Paroli                                                         |